# Zhonggang (ort i Kina, Jiangxi Sheng, lat 27,30, long 116,23)
Zhonggang är en ort i Kina. Den ligger i provinsen Jiangxi, i den sydöstra delen av landet, omkring 160 kilometer söder om provinshuvudstaden Nanchang. Antalet invånare är 20 222. Befolkningen består av 9 690 kvinnor och 10 532 män. Barn under 15 år utgör 22,0 %, vuxna 15-64 år 71 %, och äldre över 65 år 6,0 %.
Runt Zhonggang är det ganska tätbefolkat, med 134 invånare per kvadratkilometer. Zhonggang är det största samhället i trakten. I omgivningarna runt Zhonggang växer i huvudsak blandskog.
Genomsnittlig årsnederbörd är 2 316 millimeter. Den regnigaste månaden är juni, med i genomsnitt 432 mm nederbörd, och den torraste är oktober, med 18 mm nederbörd.